# Kuźnica Kącka
Kuźnica Kącka (deutsch Kenchenhammer) ist eine Ortschaft mit einem Schulzenamt der Landgemeinde Sośnie im Powiat Ostrowski der Woiwodschaft Großpolen in Polen.

## Geschichte

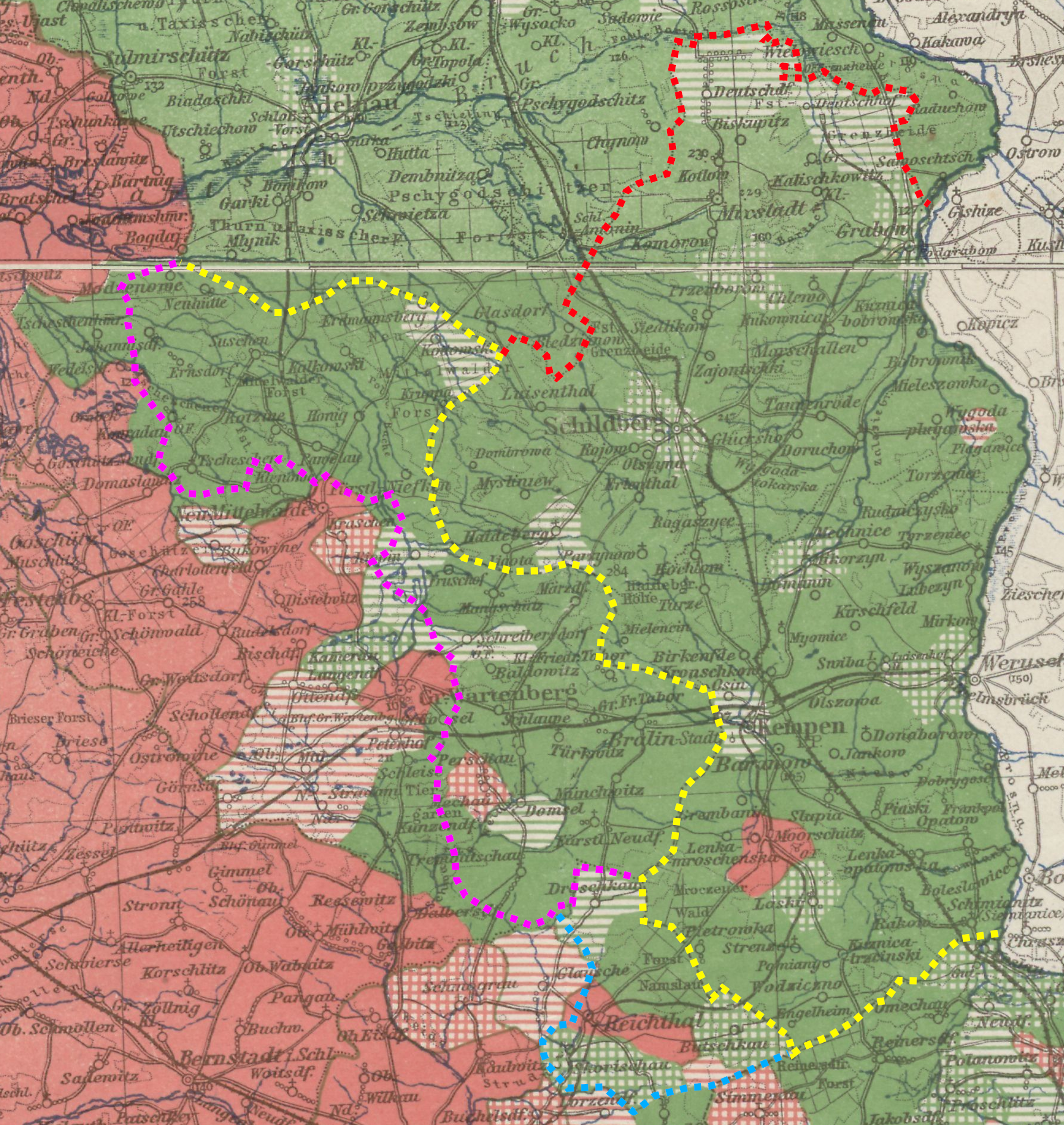
Sprachkarte aus dem Jahr 1910: Gelbe gestrichelte Linie: schlesisch-großpolnische Grenze, rosarote gestrichelte Linie: neue Grenze aus dem Jahr 1920

Möglicherweise wurde der Ort schon im Jahr 1354 als Zemel erstmals urkundlich erwähnt. Kennchen Hammer (siehe das benachbarte Dorf Kąty Śląskie, deutsch Kennchen) in den Medziborer (etwa „zwischen Wäldern“) Gütern wurde im Jahr 1743 erwähnt.
Kennchenhammer gehörte von 1818 bis 1920 dem schlesischen Landkreis Groß Wartenberg an. Mit dem überwiegend polnischsprachigen Ostteil des Landkreises wurde Kuźnica Kącka zum 10. Januar 1920 infolge des Versailler Vertrags vom Deutschen Reich an das wiedergegründete Polen abgetreten. Seitdem ist Kuźnica Kącka mit der Woiwodschaft Posen bzw. Großpolen verbunden, zunächst im Powiat Odolanowski, ab 1932 im Powiat Ostrowski.
Im Jahr 1921 gab es in der Gemeinde Kuźnica Kącka im Powiat Odolanów 25 Häuser mit 154 Einwohnern, davon 128 hielten sich für deutscher und 26 für polnischer Nationalität, 143 waren evangelisch, 11 römisch-katholisch.
Beim Überfall auf Polen 1939 wurde das Gebiet von den Deutschen besetzt und dem Landkreis Ostrowo im Reichsgau Wartheland zugeordnet.
Von 1975 bis 1998 gehörte Kuźnica Kącka zur Woiwodschaft Kalisz.